# Charles Dibdin

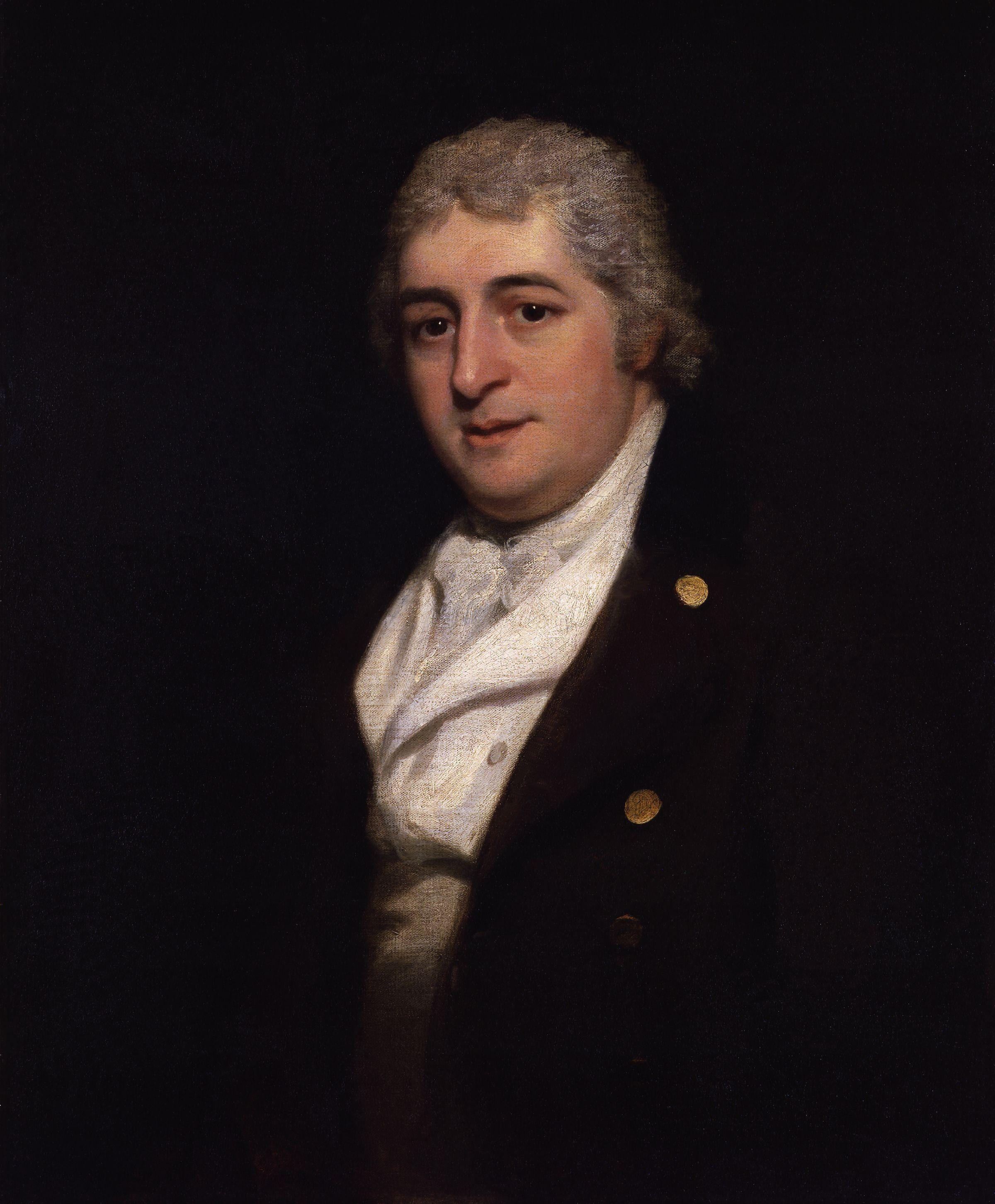
Charles Dibdin, 1799

Charles Dibdin (* 15. März 1745 in Southampton; † 25. Juli 1814 in London) war ein englischer Dichter, Schriftsteller, Komponist, Schauspieler und Sänger (Tenor).

## Leben
Als Knabe gehörte Charles Dibdin dem Chor der Kathedrale von Winchester an. Mit 15 zog er nach London. 1762 hatte er in Richmond erstmals als Sänger einen Bühnenauftritt. Kurz darauf wurde er an die London Covent Garden Oper engagiert. Dort arbeitete er als Sänger und machte auch als Komponist einer Pastorale The Shepherd’s Artifice 1764 auf sich aufmerksam. 1768 wurde er als Sänger und Komponist an das Drury Lane Theatre London engagiert.
Charles Dibdin trat unter anderem im Theatre Royal in London auf, wo er selbstgedichtete und selbstkomponierte kleine Szenen zur Aufführung brachte. Er schrieb zahlreiche Dramen, darunter die bekannte Operette The Quaker (1777) und die komische Oper The Ephesian Matron (1769) sowie zahlreiche Lieder, von denen die Sea songs am populärsten waren. Außerdem schrieb er noch mehrere Romane The Devil (1785), Hannah Hewitt (1792), The Younger Brother (1793) und eine History of the English stage, die Autobiographie Professional Life (1803) sowie Musical Tour through England (1788) und History of the Stage (1795).
Sein Sohn Thomas John Dibdin (1771–1841) war ebenfalls Schauspieler und verfasste zahlreiche Dramen sowie etwa 1400 Lieder.